# Фалун
Фа̀лун (на шведски: Falun) е град в централна Швеция. Главен административен център на лен Даларна и на община Фалю. Разположен е около северния бряг на езерото Рун. Намира се на около 210 km на северозапад от столицата Стокхолм. Получава статут на град през 1641 г. ЖП възел. Минната област за добив на медна руда около Фалун е включена в Списъка на световното културно и природно наследство на ЮНЕСКО в Европа. Населението на града е 37 291 жители според данни от преброяването през 2010 г.

## Личности
Починали
- Хюго Алфвен (1872 – 1960), шведски композитор

Свързани с Фалун
- Селма Лагерльоф (1858 – 1940), шведска писателка, живяла във Фалун